# Orléans (circonscription provinciale)
Pour les articles homonymes, voir Orléans (homonymie).
Circonscription électorale provinciale du Canada
Orléans (auparavant Ottawa—Orléans jusqu'en 2018) est une circonscription provinciale de l'Ontario représentée à l'Assemblée législative de l'Ontario depuis 1999.

## Géographie
La circonscription englobe la partie est de la ville d'Ottawa, longeant la rivière des Outaouais. 
Après le renommage en Orléans en 2018, la circonscription perdit le quartier de Beacon Hill pour Ottawa—Vanier et gagne le quartier de Cardinal Creek de Glengarry—Prescott—Russell. La localité rurale de Carlsbad Springs et aussi ajouté à la circonscription.
Les circonscriptions limitrophes sont Ottawa—Vanier, Ottawa-Sud, Carleton et Glengarry—Prescott—Russell. 

## Historique
| Législature                                                                                     | Années        | Député               | Député               | Parti                     |
| ----------------------------------------------------------------------------------------------- | ------------- | -------------------- | -------------------- | ------------------------- |
| Carleton—Goucester Circonscription issue de Prescott and Russell, Carleton-Est et Ottawa–Rideau |               |                      |                      |                           |
| 37e                                                                                             | 1999–2003     |                      | Brian Coburn         | Progressiste-conservateur |
| Ottawa—Orléans                                                                                  |               |                      |                      |                           |
| 38e                                                                                             | 2003–2007     |                      | Phil McNeely         | Libéral                   |
| 39e                                                                                             | 2007–2011     |                      | Phil McNeely         | Libéral                   |
| 40e                                                                                             | 2011–2014     |                      | Phil McNeely         | Libéral                   |
| 41e                                                                                             | 2014–2018     | Marie-France Lalonde |                      | Libéral                   |
| Orléans                                                                                         |               |                      |                      |                           |
| 42e                                                                                             | 2018–2019     |                      | Marie-France Lalonde | Libéral                   |
| 42e                                                                                             | 2020-2022     | Stephen Blais        |                      | Libéral                   |
| 43e                                                                                             | 2022–2025     | Stephen Blais        |                      | Libéral                   |
| 44e                                                                                             | 2025–en cours | Stephen Blais        |                      | Libéral                   |

## Circonscription fédérale
Depuis les élections provinciales ontariennes du 4 octobre 2007, l'ensemble des circonscriptions provinciales et des circonscriptions fédérales sont identiques.